# 雉岳駅
雉岳駅（チアクえき) は、大韓民国江原道原州市にかつて存在した韓国鉄道公社の駅である。

## 歴史
- 1956年7月11日 : 信号場として営業開始。
- 1958年1月1日 : 普通駅として駅に昇格[1]。
- 1976年7月10日 : 貨物取り扱い停止[2]
- 1977年5月16日 : 旅客取り扱い停止。[3]
- 1977年9月15日 : 信号場に格下げ。[4]
- 1989年12月12日 : 現在の駅舎完成。
- 1995年8月10日 : 駅に再昇格。[5]
- 2013年 : 完全な無配置簡易駅となる。
- 2021年1月5日 : 西原州駅から堤川駅までの新線切り替えにより廃止。

## 駅構造
相対式ホーム2面2線の地上駅。

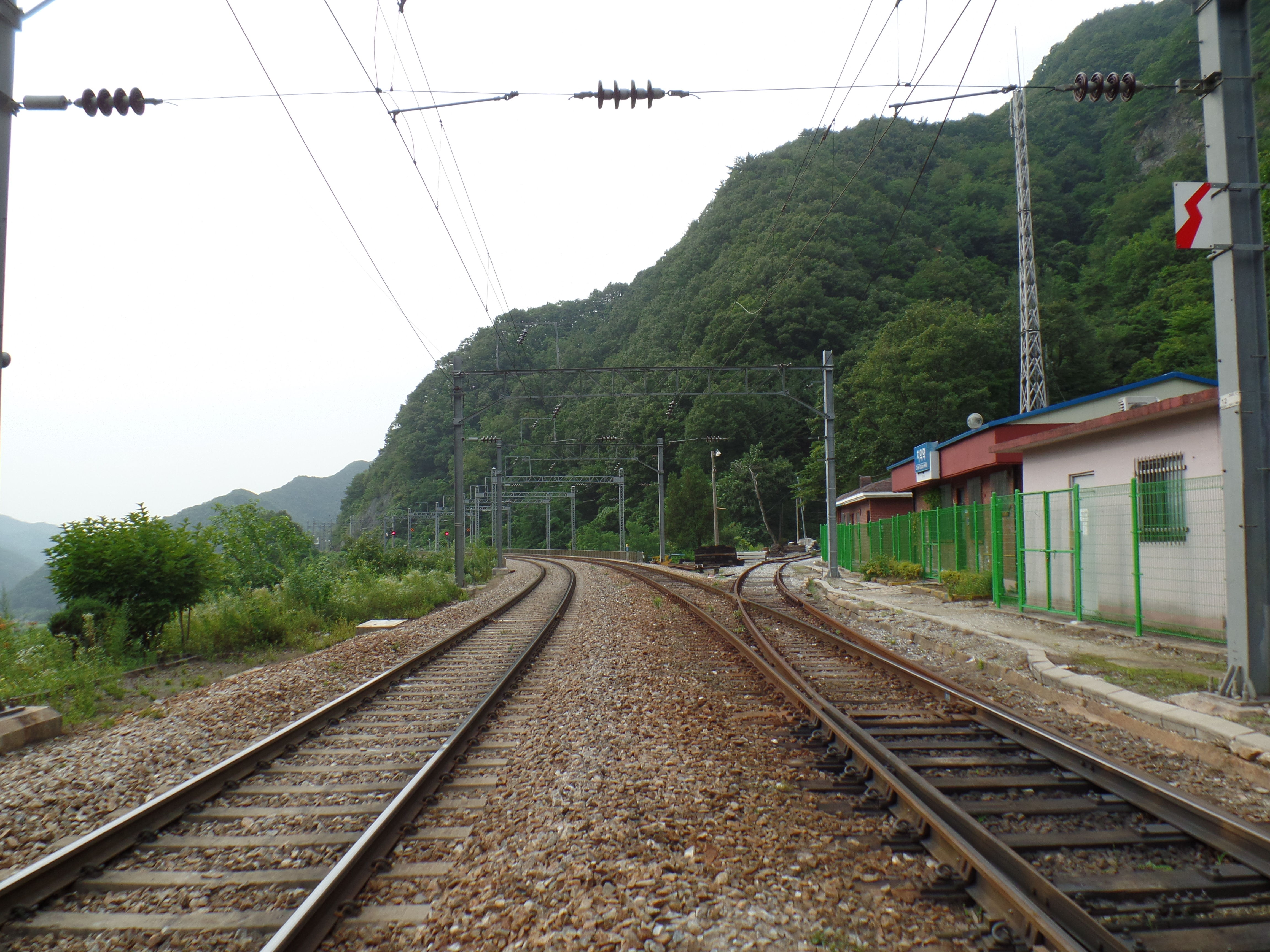
清凉里方面から望んだ雉岳駅

## 隣の駅
韓国鉄道公社
中央線 
盤谷駅 - (金交信号場) - 雉岳駅 - (倉交信号場) - 神林駅